# Bleib’ nicht allein (Lied)
Bleib’ nicht allein ist ein deutschsprachiger Schlager von Georg Buschor und Wolfgang Rödelberger, der 1971 vom österreichischen Sänger Freddy Quinn veröffentlicht wurde.

## Entstehung
Die Musik stammte von Wolfgang Rödelberger und der Text von Georg Buschor. Als Originalverlag ist die Warner Chappell Music Germany GmbH und als Subverleger die Neue Welt Musikverlag GmbH eingetragen.

## Liedtext
Freddy Quinn singt von einem Mann, der aus der Ferne kam. „Fast wär er geblieben, schnell vergeht die Zeit“. Zu ihr sagte er: „Bleib nicht allein, wenn ich weiterzieh’. Nimm dir den Mann, der dir gut gefällt. Bleib nicht allein, dich vergess’ ich nie, doch meine Heimat ist die Welt.“ Er ging fort, worauf ihr Herz schwer war, weil sie ihn nie mehr vergessen konnte.

## Veröffentlichung
1971 war das Lied auf dem Studioalbum Freddy heute, das im Musiklabel Polydor (Nummer: 2371 192) erschien. Die Veröffentlichung geschah unter der Rechtegesellschaft Gesellschaft für musikalische Aufführungs- und mechanische Vervielfältigungsrechte. Die Veröffentlichung in Österreich geschah unter der Rechtegesellschaft Austro Mechana. In Deutschland erschien es im Label Polydor unter der Nummer 3621 067 zudem auf Tonband, diese Veröffentlichung geschah sowohl unter der Gesellschaft für musikalische Aufführungs- und mechanische Vervielfältigungsrechte als auch der Bureau International de l’Edition Mecanique.
Als Club-Edition erschien das Album unter dem Titel Bleib’ nicht allein (Polydor-Nummer: 28 641-9). In Südafrika erschien dieses Album unter dem Titel Today (Polydor-Nummer: 2371 192). In der Schweiz erschien das Album unter dem Titel Alle Abenteuer dieser Welt mit der Polydor-Nummer 179 086.
1972 erschien Bleib’ nicht allein als B-Seite der Single Ein Mädchen und ein Matrose, das im Musiklabel Polydor unter der Nummer 2041 781 erschien. Die Veröffentlichung geschah durch Eldorado und den Schneider-Musikverlag. Die Pressung und das Mastering geschah durch die Deutsche Grammophon Gesellschaft Pressing Plant. Die Musik wurde vom Orchester Wolfgang Rödelberger gespielt. Diese Veröffentlichung geschah unter der Rechtegesellschaft Gesellschaft für musikalische Aufführungs- und mechanische Vervielfältigungsrechte. Die Veröffentlichung in Österreich geschah unter der Rechtegesellschaft Austro Mechana.
Das Lied war 1999 auf dem Kompilationsalbum Heute 1&2, das im Musiklabel Bear Family Records unter den Nummern BCD 16391 AH und 901161-2 auf Compact Disc erschien. Die Rechtegesellschaft war die Gesellschaft für musikalische Aufführungs- und mechanische Vervielfältigungsrechte.